# Dezesseis, Zero, Sessenta
Dezesseis, Zero, Sessenta (por vezes simplificado como 16060) é um filme brasileiro de 1995 dirigido por Vinicius Mainardi produzido por ele e por Diogo Mainardi.
Com um enredo mostrando a desigualdade de renda do Brasil, foi bastante elogiado pela imprensa internacional, pelo texto poético e pelas interpretações de Maitê Proença e Marcelia Cartaxo.

## Elenco[2]
- Maitê Proença ...Eleanor
- Antônio Calloni ...Vittorio
- Marcélia Cartaxo ...Viúva
- Pedro Brandi ...Benjamin
- Fabiano Fabris ...Washington
- Bruno Giordano ...Detetive
- Amaury Álvarez ...Médico
- Eduardo Semerjian ...Amigo
- Paulo Giardini ...Advogado de Vittorio

## Principais prêmios e indicações
- Maitê Proença ganhou o prêmio de melhor atriz no Festival de Brasília em 1997, empatando e dividindo o prêmio com Denise Fraga.[carece de fontes?]